# Île Horn
Pour les articles homonymes, voir Horn.
Ne doit pas être confondu avec Île Horn (États-Unis) ou Îles Horn.
L'île Horn (en espagnol : Isla Hornos) est l'île la plus méridionale de l'archipel L'Hermite, archipel chilien de la Terre de Feu. Elle est surtout connue pour abriter le cap Horn et est prise pour la terre la plus méridionale d'Amérique, à tort car ce titre revient aux îles Diego Ramirez, à 105 kilomètres à l'ouest-sud-ouest de l'île Horn, dont l'île Gonzalo est la terre habitée la plus méridionale, puisque la marine chilienne y entretient un phare et une station météorologique permanente.
La marine chilienne maintient une base sur l'île Horn, comprenant une caserne (dont un bâtiment administratif), une chapelle et un phare.
L'île fait partie du parc national Cabo de Hornos. La ville argentine d'Ushuaïa se trouve à 138 km au nord-nord-ouest.

## Galerie

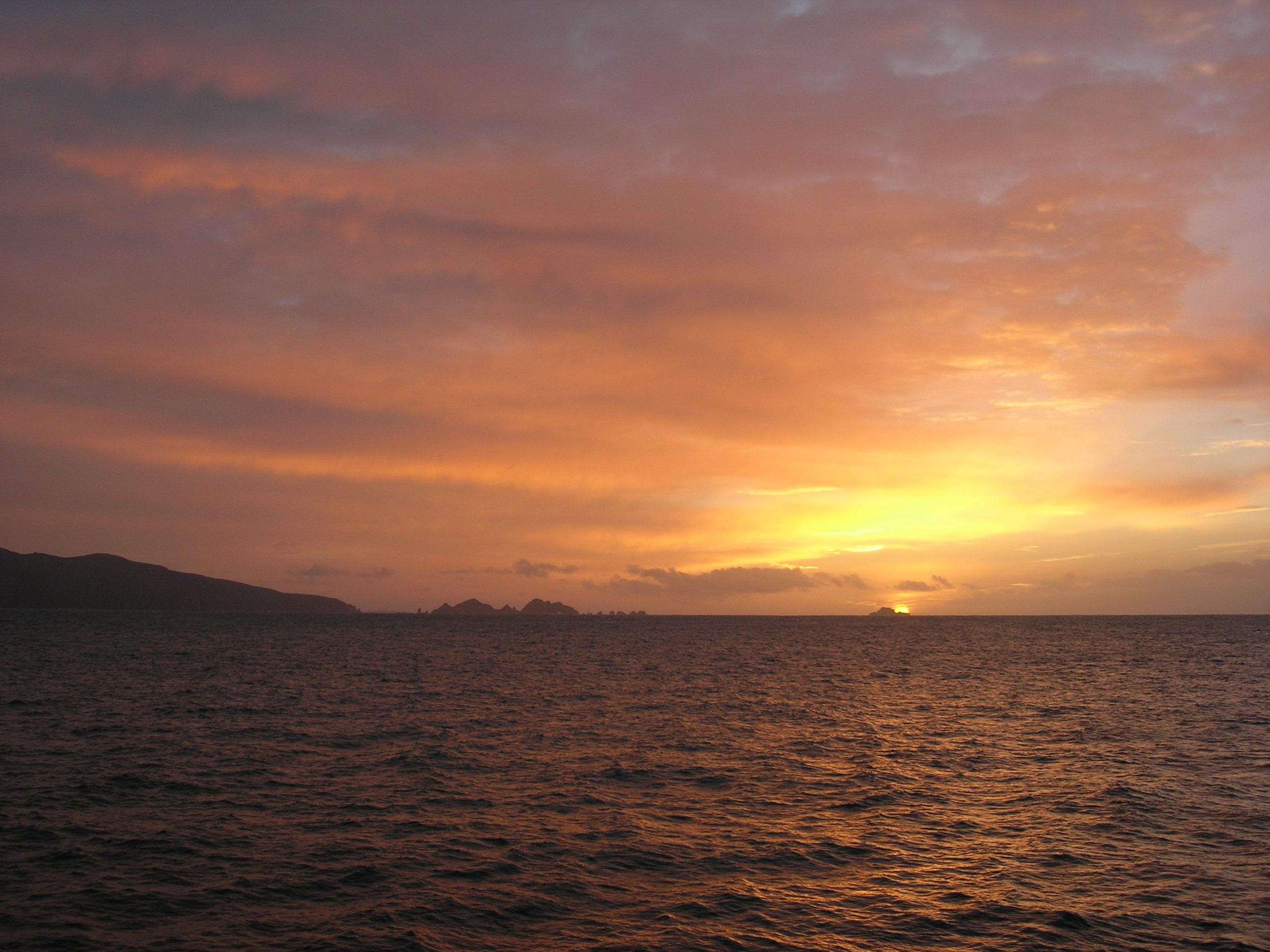
Lever de soleil vu de l'île Horn
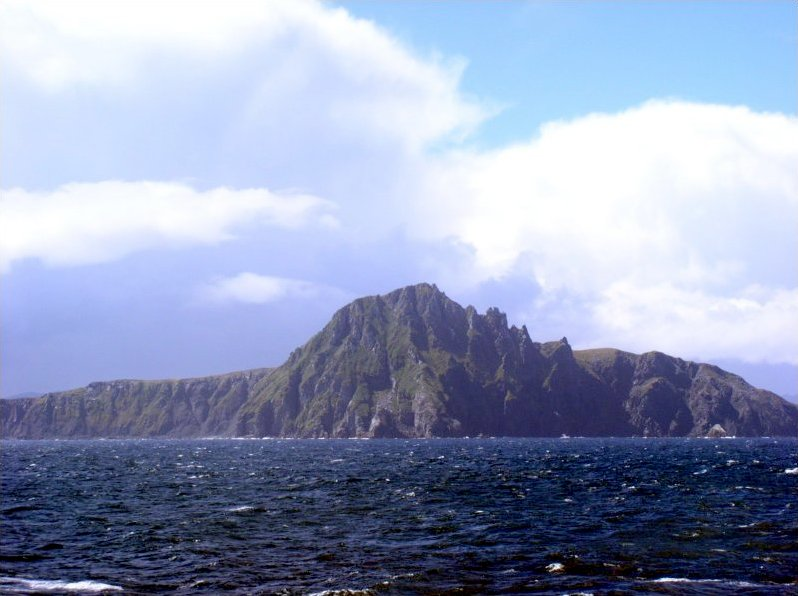
Le cap Horn
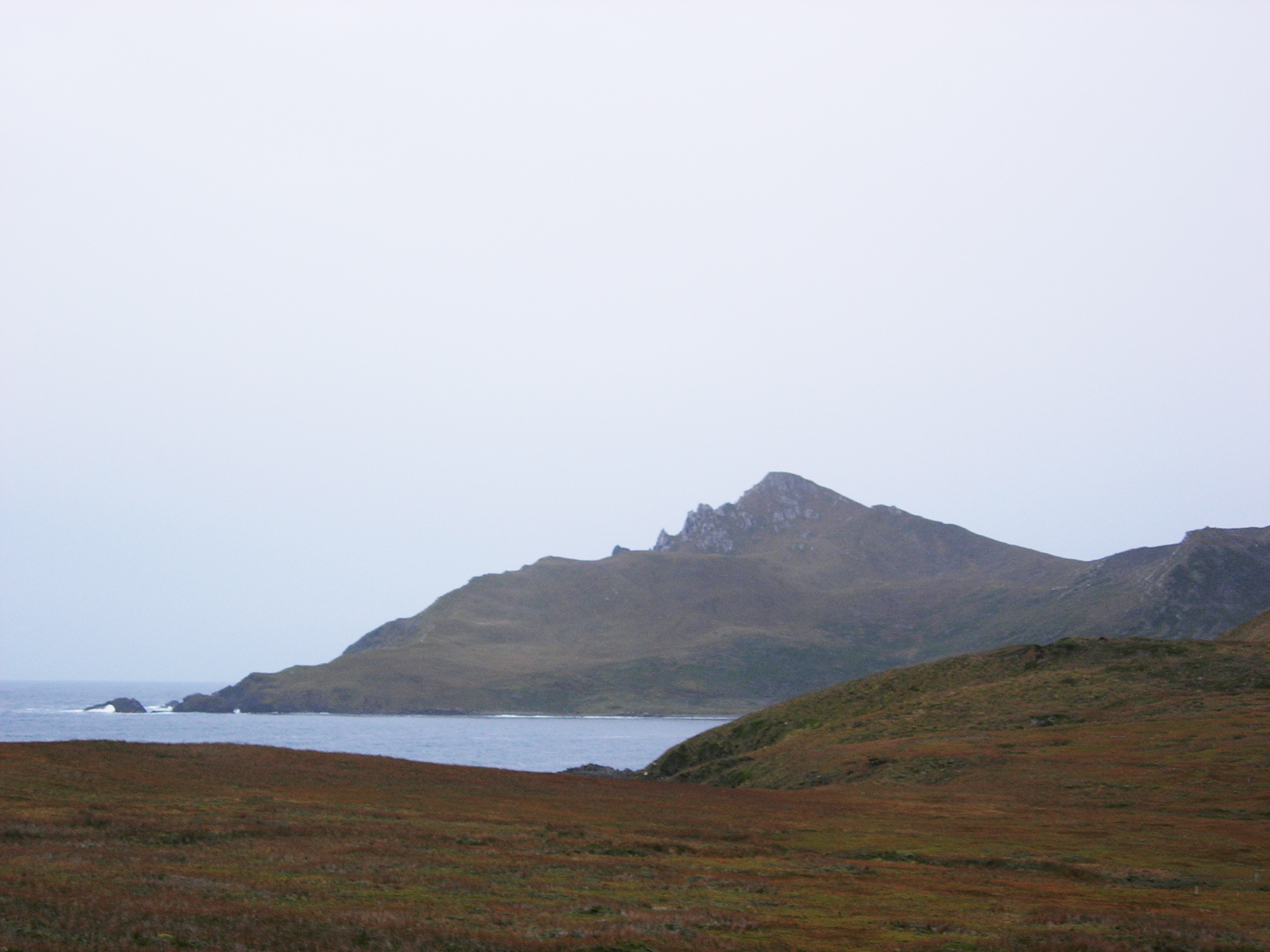
Le cap Horn vu de l'île
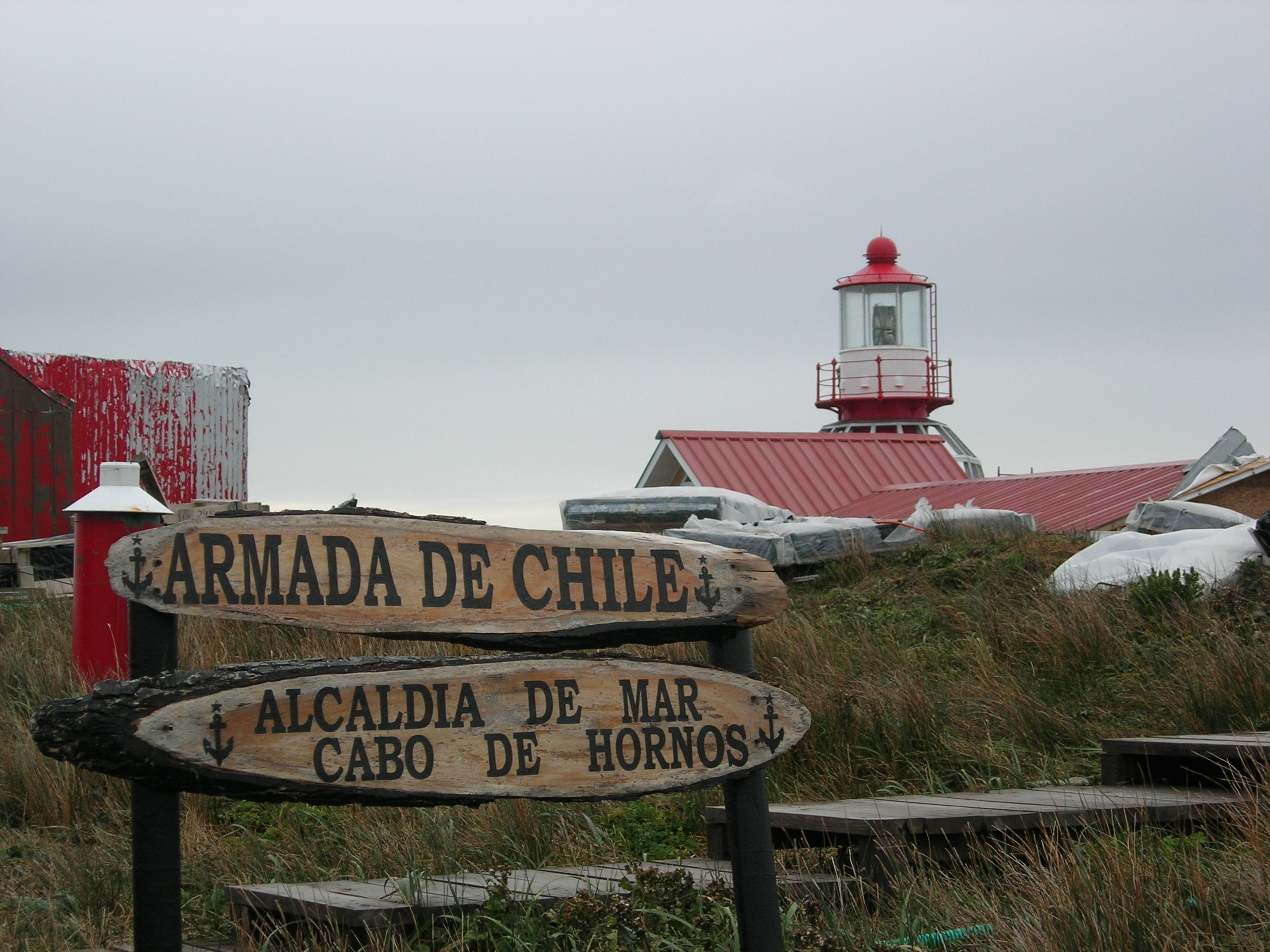
Phare de l'île
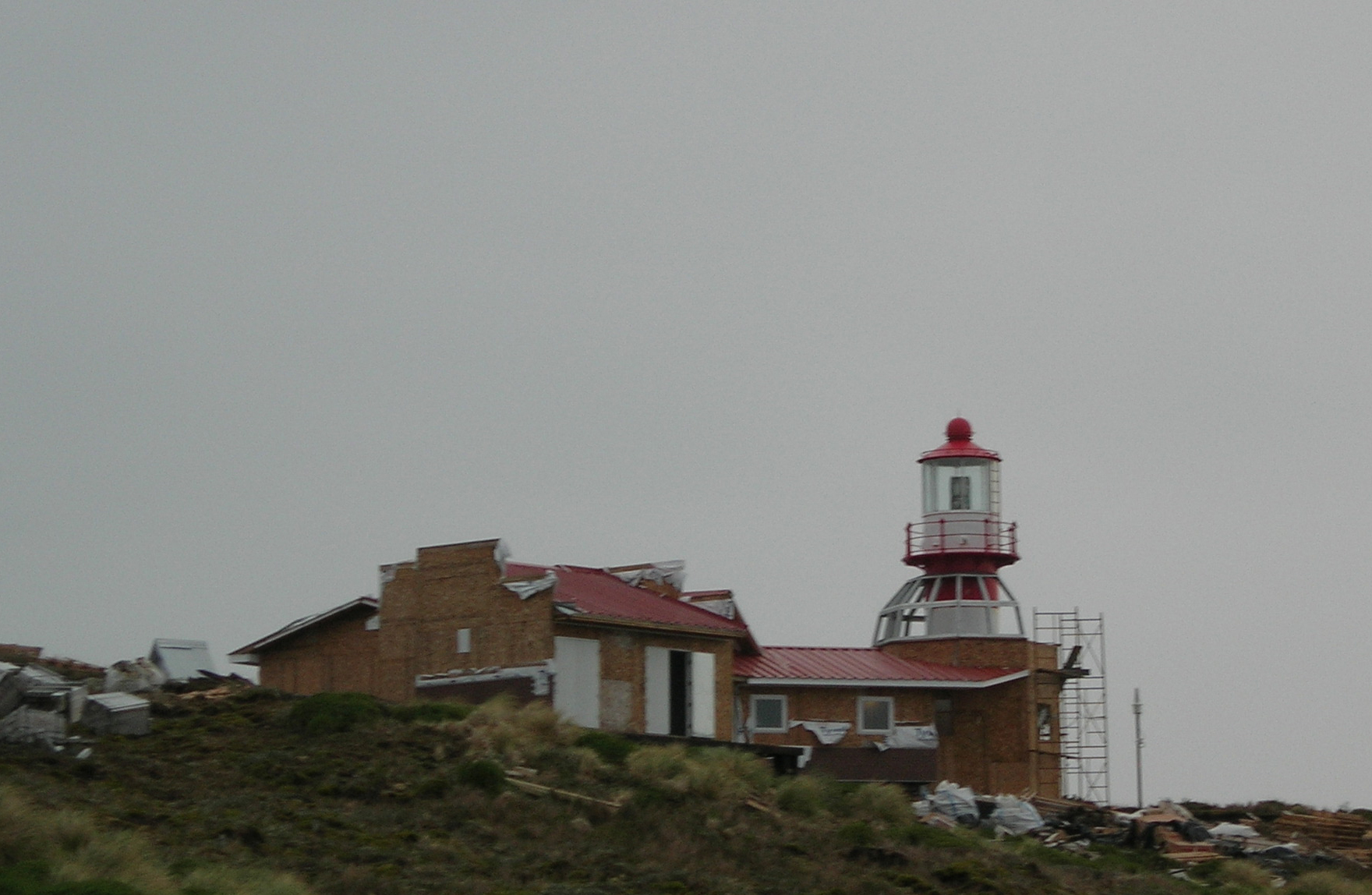
Phare
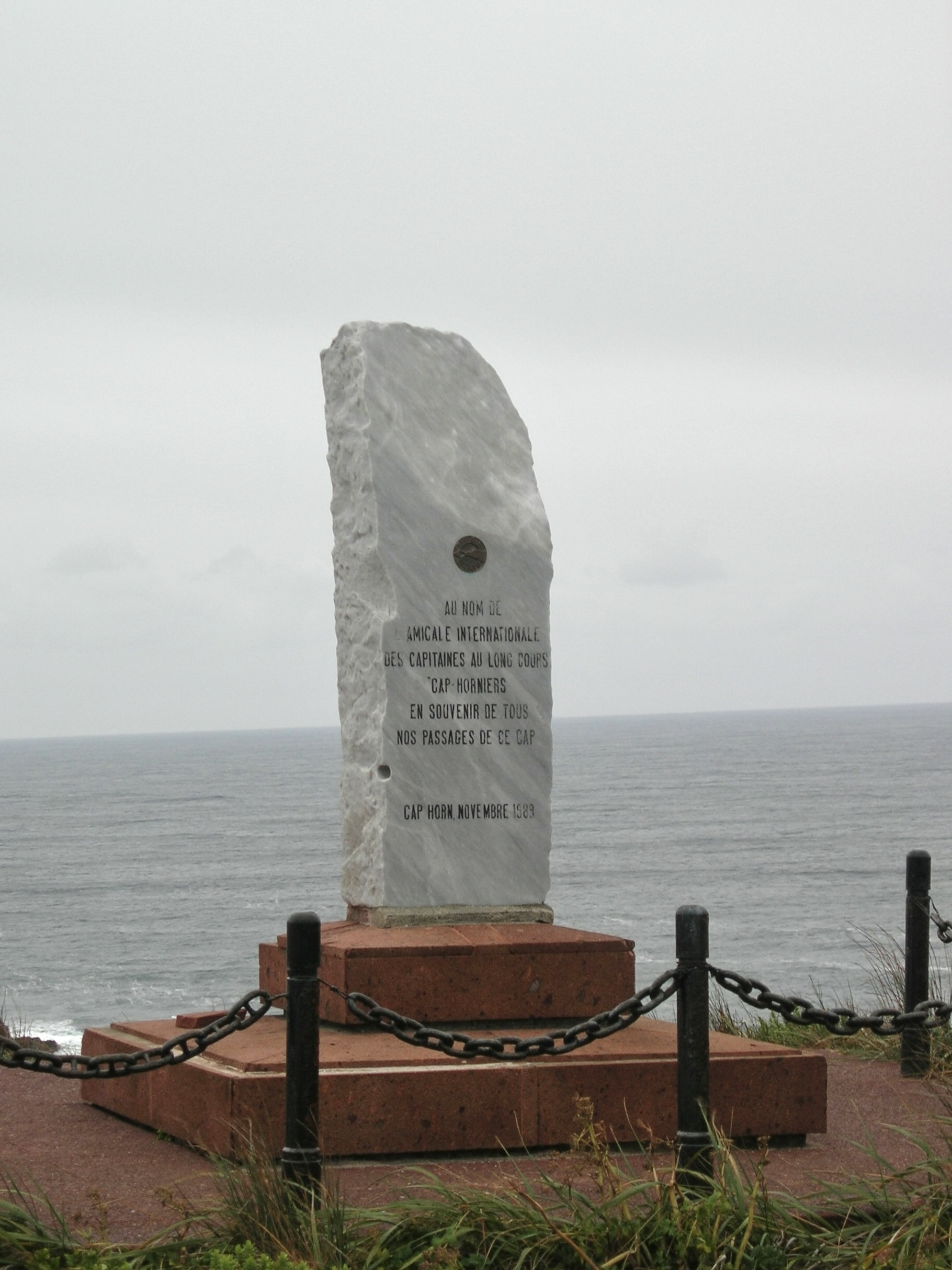
Stèle en français de l'Amicale internationale des capitaines au long cours
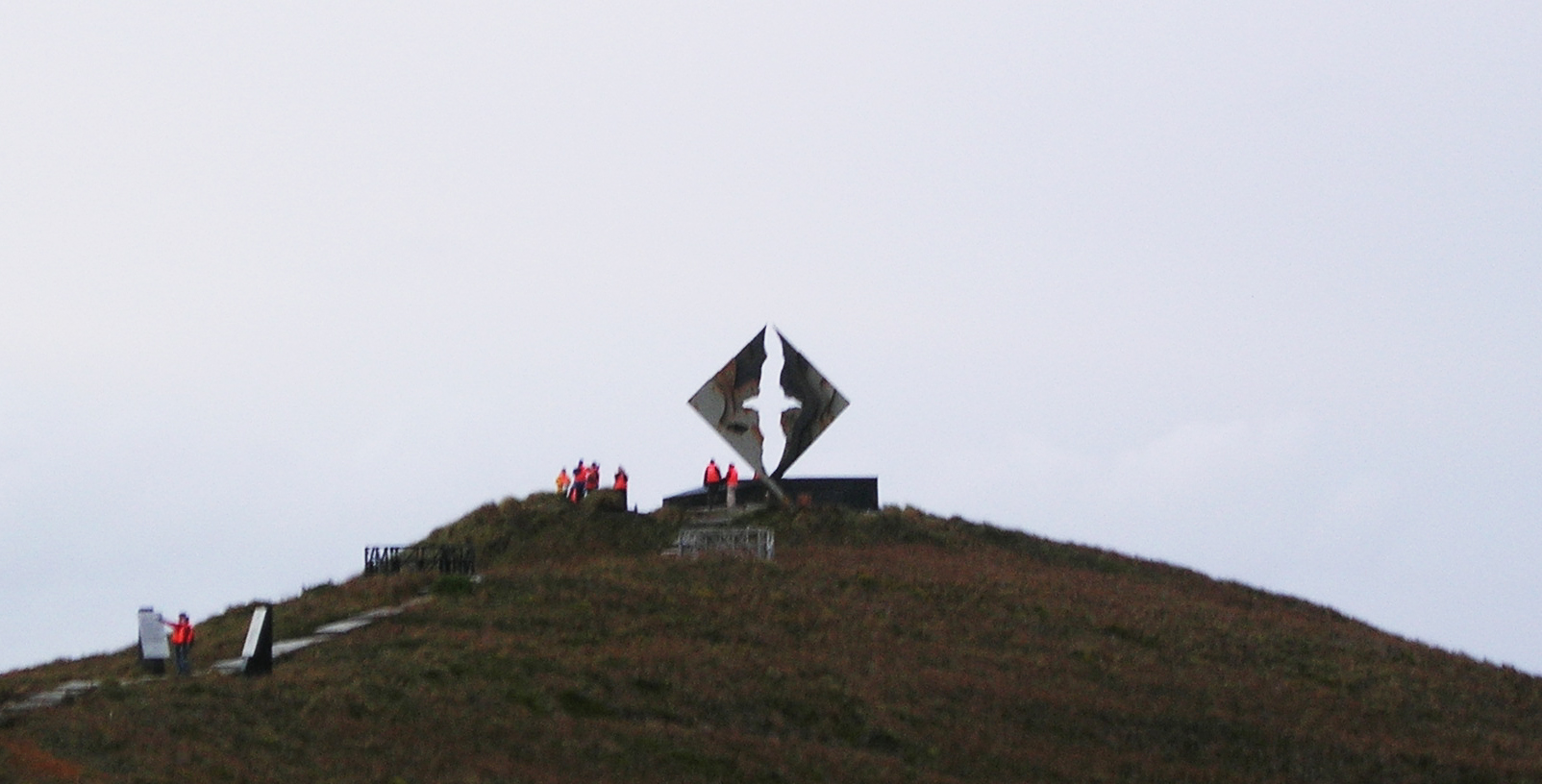
Monument aux Cap-horniers sur l'île Horn

## Stèle et mémorial
Outre le phare, l'île Horn comporte deux monuments : une stèle en français de l'Amicale internationale des capitaines au long cours et un monument aux Cap-horniers morts en essayant de franchir le cap Horn, sur lequel est gravé, sur une plaque de marbre, un poème de Sara Vial. Situé à proximité de la base, ce mémorial est surmonté par une sculpture en forme de réflecteur radar dans laquelle s'inscrit en creux la silhouette d'albatros. Ce mémorial a été inauguré le 5 décembre 1992.
| Soy el albatros que te espera En el final del mundo. Soy el alma olvidada de los marinos muertos Que cruzaron el cabo de Hornos Desde todos los mares de la tierra. Pero ellos no murieron En las furiosas olas, Hoy vuelan en mis alas, Hacia la eternidad, En la última grieta De los vientos antárticos. | Je suis l'albatros qui t'attend Au bout du monde. Je suis l'âme en peine des marins morts Qui ont doublé le cap Horn Depuis toutes les mers du globe. Mais tous n'ont pas péri Dans les vagues déchaînées, Aujourd'hui, ils volent sur mes ailes, Pour l'éternité, Dans une dernière étreinte Des vents antarctiques. |